# Эйзенхауэр, Мейми
Мейми Женева Дауд Эйзенхауэр (англ. Mamie Geneva Doud Eisenhower; 14 ноября 1896 — 1 ноября 1979) — жена президента Дуайта Эйзенхауэра и Первая леди США с 1953 по 1961.

## Биография
Родилась в Буне (штат Айова). Родителями были Джон Шелдон Дауд, процветающий упаковщик мяса, и Эливера Матильда Карлсон-Дауд. Мейми выросла в относительном комфорте в Сидар-Рапидс (штат Айова), Колорадо-Спрингс (штат Колорадо) и Денвере (штат Колорадо), а зимой — в доме Даудов в Сан-Антонио (штат Техас). Её отец ушёл на пенсию в возрасте 36 лет, сделав состояние на мясной промышленности. Она и три её сестры выросли в большом доме с несколькими слугами.

## Брак и семья
Мейми встретила Дуайта Эйзенхауэра в Сан-Антонио в октябре 1915 года, вскоре после окончания образования в школе мисс Уолкотт. Представив её миссис Лулу Харрис, жене приятеля по Форту Сэм Хьюстон, они поладили сразу, Эйзенхауэр, дежурный офицер, пригласил миссис Дауди сопроводить его в раунд. На День святого Валентина в 1916 году он дал ей кольцо с миниатюрной печатью Военной академии для формального обязательства.
Лейтенант Дуайт Эйзенхауэр, в возрасте 25 лет, женился на Мейми Эйзенхауэр, 19 лет, 1 июля 1916 года в доме родителей невесты в Денвере, Колорадо. После свадьбы, проведенной преподобным Уиллиамсоном в Центральной пресвитерианской церкви в Денвере, молодожёны отправились в медовый месяц на пару дней в Эльдорадо Спрингс, Колорадо, курорт неподалёку от Денвера, а затем посетили родителей жениха в Абилене, прежде чем зажить простой лейтенантской жизнью в Форте Сан Хьюстон.
У Эйзенхауэр было двое детей (только один дожил до зрелости):
- Дауд Дуайт Эйзенхауэр (24 сентября 1917 — 2 января 1921) умер от скарлатины.
- Джон Шелдон Дуад Эйзенхауэр (родился 3 августа 1922 года — 21 декабря 2013 года) — солдат, дипломат, писатель. Родился в Денвере, окончил Военную академию в 1944 году и получил степень магистра в области английской литературы в Колумбийском университете в 1950 году. После ухода из преуспевающей военной карьеры (1944—1963), он был назначен послом в Бельгии (1969—1971) при Ричарде Никсоне. Он написал отчёт о битве в Арденах, Горький лес (1969), Сугубо личное (1974), и Союзники: Пёрл-Харбор в один день (1982).

В следующие годы Мейми была образцом для других армейских жён: правопреемство США в зоне Панамского канала, долг во Франции, в Филиппинах. Хотя и привыкшая к комфортному образу жизни, Мейми быстро приспосабливалась и присоединилась к мужу во время его продвижения в президенты.
Во время Второй мировой войны она жила в Вашингтоне. После того, как он стал президентом Колумбийского университета в 1948 году, Эйзенхауэры купили ферму (теперь Национальный исторический музей Эйзенхауэра) в Геттисберге, Пенсильвания. Это был первый дом, который они когда-то купили. Его обязанности как командующим сил НАТО, и её как хозяйки виллы в Париже, наконец завершились в 1955 году.

## Первая леди США
Они отпраздновали новоселье пикником для сотрудников в Белом доме. Дипломатия и воздушные путешествия в послевоенном мире принесли изменения в их представительские расходы. Эйзенхауэры развлекали беспрецедентное число глав государства и лидеров иностранных государств. Как Первая леди, её манеры, любовь к красивой одежде, некоторые из которых разрабатывал Арнольд Скейси, драгоценности, и её явная гордость мужем и домом сделало очень популярной Первой леди. Платье, которое она надела на инаугурацию мужа, является одним из самых популярных в Смитсоновском Национальном музее американской истории.
Как Первая леди, она была доброй хозяйкой, но тщательно оберегала свою личную жизнь. Из-за болезни Меньера, воспаления внутреннего уха, влияющего на равновесие, Мейми трудно было стоять на ногах, что порождало слухи о её проблемах с алкоголем.
Миссис Эйзенхауэр была известна как бережливый человек, которая вырезала купоны для сотрудников Белого дома. Её рецепт «Фадж на миллион долларов Мейми» был воспроизведён домохозяйками по всей стране после публикации.
Мейми Эйзенхауэр была недовольна приходом Джона Кеннеди в Белый дом сразу после избрания президентом. Несмотря на то, что Жаклин Кеннеди родила сына Джона Кеннеди младшего две недели назад посредством кесарева сечения, Мейми не предложила ей кресло-каталку, во время осмотра Белого дома. В присутствии Мейми Жаклин держалась с достоинством, но по возвращении упала в обморок. Когда Мейми спросили, почему она не предложила ей кресло-каталку, бывшая Первая леди просто сказала, «потому что она не спрашивала».

## Дальнейшая жизнь
В 1961 году, после отставки мужа, Мейми вернулась в Геттисберг, Пенсильвания, в свой первый постоянный дом. После смерти мужа в 1969 году она некоторое время продолжала жить на ферме, пока не купила квартиру в конце 1970-х в Вашингтоне. Она перенесла инсульт 25 сентября 1979 года и была доставлена в больницу, где десять лет назад умер её муж. Мейми не выписалась из больницы и её внучка Мэри объявила, что она умрёт на следующий день. Действительно, она тихо скончалась во сне рано утром 1 ноября, всего за неделю с небольшим до своего 83-го дня рождения. Она была похоронена рядом с мужем в Абилине, Канзас. В 1980 году её место рождения в Буне, Айова, превратилось в историческое место; до неё такой чести была удостоена только другая Первая леди Абигайл Адамс.
Библиотека в Брумфилде и парк в окрестностях Денвера носят имя Мейми Эйзенхауэр.

## В культуре
- Голливудская звезда Джоан Оландер после подписания контракта со студией Universal взяла псевдоним Мейми Ван Дорен, в честь Первой леди[13].
- Роль Эйзенхауэр в байопике «Дворецкий» 2013 года исполнила обладательница премии «Оскар» Мелисса Лео, однако сцены с её участием были удалены при монтаже[14][15].
- В десятом сезоне телесериала-антологии «Американская история ужасов» Мейми Эйзенхауэр является одним из главных персонажей. Её роль исполнила американская актриса Сара Полсон.